# Think About Us
Think About Us è un singolo del girl group britannico Little Mix, pubblicato nel 2019 ed estratto dal loro quinto album in studio LM5. Il brano vede la partecipazione del rapper statunitense Ty Dolla Sign.

## Descrizione
"Think About Us" è una power ballad booming e dancehall, con elementi di tropical house, Afrobeat e pop latino. La traccia accantona la struttura delle ballate in favore di versi più ritmati.
Il testo mostra il gruppo che mette in dubbio la serietà di una relazione e se il partner vuole stare con loro. Ty Dolla Sign risponde nella sua strofa verso la fine della canzone cantando di come sia influenzato in modo simile dall'insicurezza della relazione. Il suo verso è cantato insieme a Jesy Nelson e Jade Thirlwall.

## Promozione
Le Little Mix hanno interpretato per la prima volta il brano dal vivo il 14 dicembre 2018 durante il Graham Norton Show, programma in onda sulla BBC One. Il 12 gennaio 2019 hanno eseguito il brano a The Brits Are Coming, manifestazione di introduzione ai BRIT Awards 2019. Inoltre hanno cantato il brano anche a The Voice of Holland il 1º febbraio seguente e ai Global Awards 2019 il 7 marzo.

## Tracce
Download digitale
1. Think About Us (feat. Ty Dolla Sign) – 3:54

## Classifiche
| Classifica (2019) | Posizione massima |
| ----------------- | ----------------- |
| Belgio (Fiandre)  | 64                |
| Belgio (Vallonia) | 82                |
| Irlanda           | 36                |
| Regno Unito       | 22                |
| Romania           | 58                |